# Canariclerus paivae
Canariclerus paivae là một loài bọ cánh cứng trong họ Cleridae. Loài này được Wollaston miêu tả khoa học đầu tiên năm 1862.